# Nazione Indiana
Nazione Indiana è un sito web italiano avente finalità di promozione letteraria.

## Storia
Si tratta di un blog collettivo e progetto culturale fondato nel marzo 2003 da un gruppo di scrittori, critici e artisti italiani: Andrea Bajani, Carla Benedetti, Benedetta Centovalli, Federica Fracassi e Renzo Martinelli di Teatro i, Andrea Inglese, Helena Janeczek, Giovanni Maderna, Antonio Moresco, Giulio Mozzi, Piersandro Pallavicini, Raul Montanari, Tiziano Scarpa, Dario Voltolini. Il nome del sito è stato suggerito da Antonio Moresco per richiamare quello speciale modo di sentirsi uniti dei popoli nativi del Nordamerica, "gelosi ciascuno della propria libertà e indipendenza eppure capaci, quando occorre, di cavalcare insieme".
Con lo scopo di dare voce a testi e idee che non trovano spazio nell'editoria commerciale e nella stampa d'informazione, Nazione indiana ha pubblicato negli anni testi letterari e critici, iniziative politiche e culturali, divulgazione scientifica e rassegne d'arte. Gli obiettivi del progetto sono l'interdisciplinarità, il multiculturalismo, il rapporto diretto con chi legge, l'indipendenza dal mercato e dall'industria culturale.
Ai fondatori originari si sono uniti successivamente nuovi membri, mentre altri hanno lasciato il progetto. Attualmente i membri sono ventuno.
Possono pubblicare articoli (propri o di altri scrittori, come Erri De Luca, Vanni Santoni, Chiara Valerio, Peppe Fiore, Luigi Di Ruscio, Roberto Saviano, Sergio Nelli, Bianca Madeccia, Gianni Biondillo, Romano A. Fiocchi) i membri del progetto, mentre lo spazio dei commenti è libero e aperto a tutti.
Dal 2003 a giugno 2005 ha utilizzato Movable Type, da luglio 2005 utilizza WordPress.

## Attività
- marzo 2003 registrazione del dominio nazioneindiana.com e apertura del blog
- febbraio 2005: incontro "Giornalismo e verità" a Milano, a cura di Carla Benedetti e Roberto Saviano
- maggio 2005 incontro "La restaurazione culturale" al Salone del Libro di Torino. L'impostazione e i contenuti de "La restaurazione" non incontrano l'approvazione di tutti i membri. Dopo una discussione aperta, i promotori di quell'iniziativa, una decina di persone, fra cui i primissimi ideatori e fondatori del sito, lasciano Nazione indiana per dar vita a un nuovo progetto: il sito e la rivista "Il primo amore"
- novembre 2005 incontro "Il Sillabario di Deleuze" al Teatro I di Milano
- primavera 2007 vari incontri pubblici (Post, rete, Virus) al Circolo dei Lettori di Torino
- maggio 2007: fondazione dell'Associazione Culturale Mauta, che formalizza l'organizzazione del progetto Nazione Indiana.
- maggio 2010: festa convegno di Nazione Indiana al Castello Malaspina di Fosdinovo
- giugno 2011: festa convegno di Nazione Indiana al circolo Arci Bellezza di Milano
- giugno 2012: festa convegno di Nazione Indiana presso l'ISBEM di Mesagne
- marzo 2013: festa convegno di Nazione Indiana al Teatro i di Milano
- maggio 2015: festa convegno di Nazione Indiana al Circolo le Fornaci di Pistoia
- settembre 2016: festa convegno di Nazione Indiana all'Unione Culturale Franco Antonicelli di Torino
- ottobre 2017: festa convegno di Nazione Indiana alla Mediateca Montanari di Fano
- ottobre 2018: convegno "Che ne dirà la gente?" presso C.A.R.M.E. di Brescia
- marzo 2023: "Vingt ans de Nazione Indiana, blog culturel" presso Maison de la Poésie, Université Paris Nanterre e Librairie Tout de Babel di Parigi
- ottobre 2023: "Fragilicity festa per il ventennale di Nazione Indiana" presso il Teatrino e l'ex chiesetta del parco Trotter di Milano